# Shockwave Supernova
Albums de Joe Satriani
Unstoppable Momentum
(2013) What Happens Next
(2018)
Shockwave Supernova est le 15e album studio de Joe Satriani, sorti en 2015.

## Titres
Toutes les chansons sont écrites et composées par Joe Satriani.
| 1.    | Shockwave Supernova       | 3:49 |
| 2.    | Lost in a Memory          | 4:12 |
| 3.    | Crazy Joey                | 3:40 |
| 4.    | In My Pocket              | 4:12 |
| 5.    | On Peregrine Wings        | 5:26 |
| 6.    | Cataclysmic               | 5:02 |
| 7.    | San Francisco Blue        | 3:19 |
| 8.    | Keep on Movin             | 4:23 |
| 9.    | All of My Life            | 4:02 |
| 10.   | A Phase I'm Going Through | 3:59 |
| 11.   | Scarborough Stomp         | 3:59 |
| 12.   | Butterfly and Zebra       | 1:47 |
| 13.   | If There Is No Heaven     | 5:07 |
| 14.   | Stars Race Across the Sky | 4:45 |
| 15.   | Goodbye Supernova         | 5:46 |
| 64:00 |                           |      |

## Accueil critique
Stephen Thomas Erlewine, d'AllMusic, lui donne la note de 4/5. Jedd Beaudoin, de PopMatters, lui donne la note de 8/10. Olivier Roubin, de Music Story lui donne la note de 3/5.

## Musiciens
- Joe Satriani : guitare
- Mike Keneally : guitare, claviers
- Marco Minnemann : batterie
- Bryan Beller : basse